# Храм Януса (Forum Holitorium)
Храм Януса ― древнеримское культовое сооружение, посвящённое богу Янусу, располагавшееся на Forum Holitorium. Второй известный римский храм с тем же названием располагался на Римском форуме.
Храм Януса был построен консулом Гаем Дуилием во время Первой Пунической войны в III веке до н. э. и был восстановлен Тиберием в 17 году н. э. Известно, что торжественные церемонии в нём проходили в августе и октябре. Весьма вероятно, что это был один из трёх смежных храмов республиканской эпохи в районе древнего Форума, где сейчас стоит церковь Святого Николая в Карчере.
Храм был построен в гексастиле ионического ордера и имел ещё один ряд из шести колонн позади фасада, а также девять колонн на длинной стороне. Тем не менее, он был лишен обычной задней части, так как перистаз колонн также не покрывал заднюю сторону. Храм опирался на цементное основание, покрытое травертином. Колонны и капители были также сделаны из мрамора, в отличие от соседнего храма Портуна, который имел лепную крышу. Его длина составляла около 26 метров, а ширина — 15.

В храме было семь туфовых колонн (типичный материал, использовавшийся в раннюю эпоху Рима), соединенных с наличником на правой стороне храма и двумя поднятыми колоннами на основании храма возле театра Марцелла. 

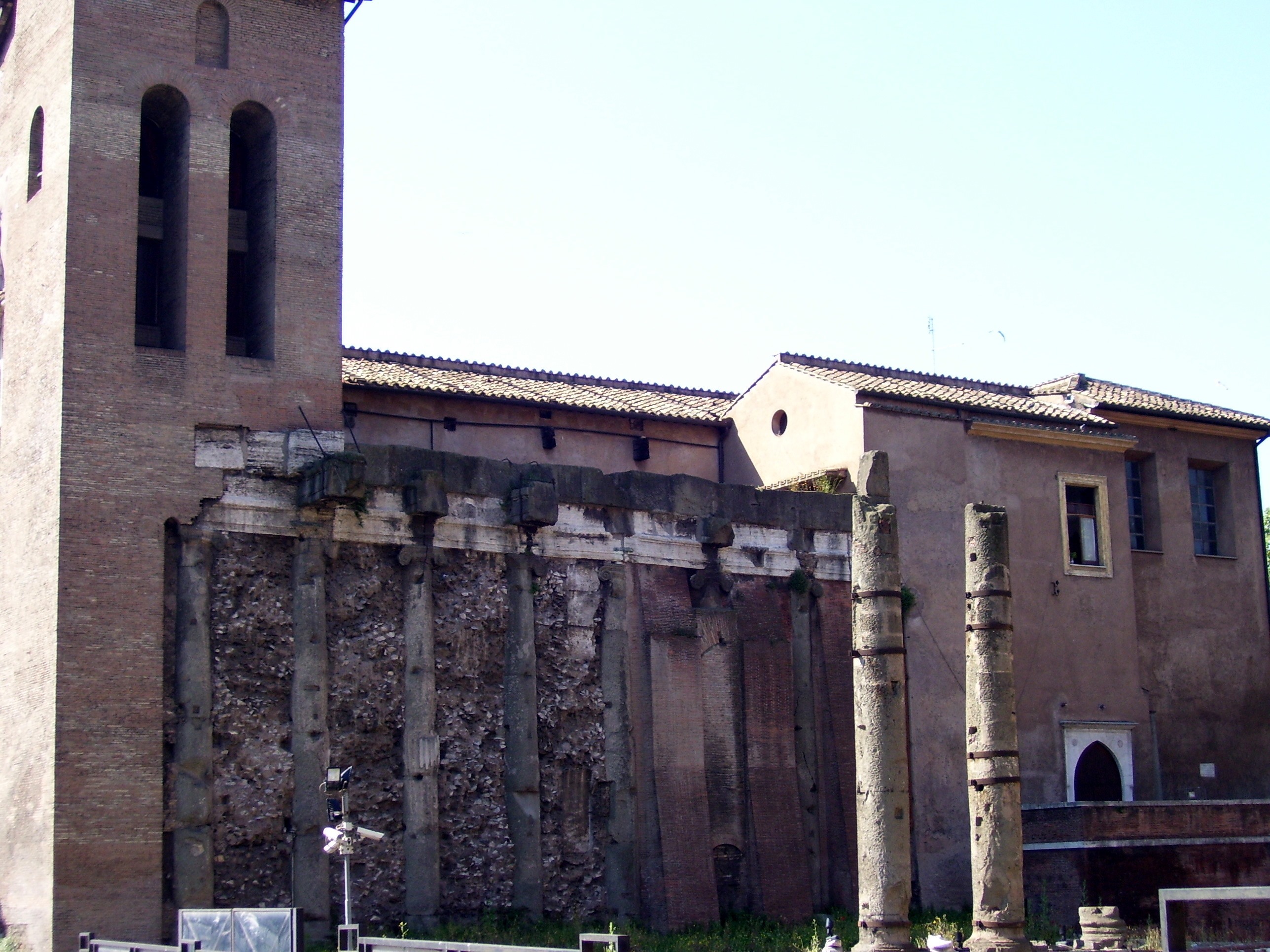
Строительный материал Храма Януса использовался для постройки на его месте церкви Святого Николая
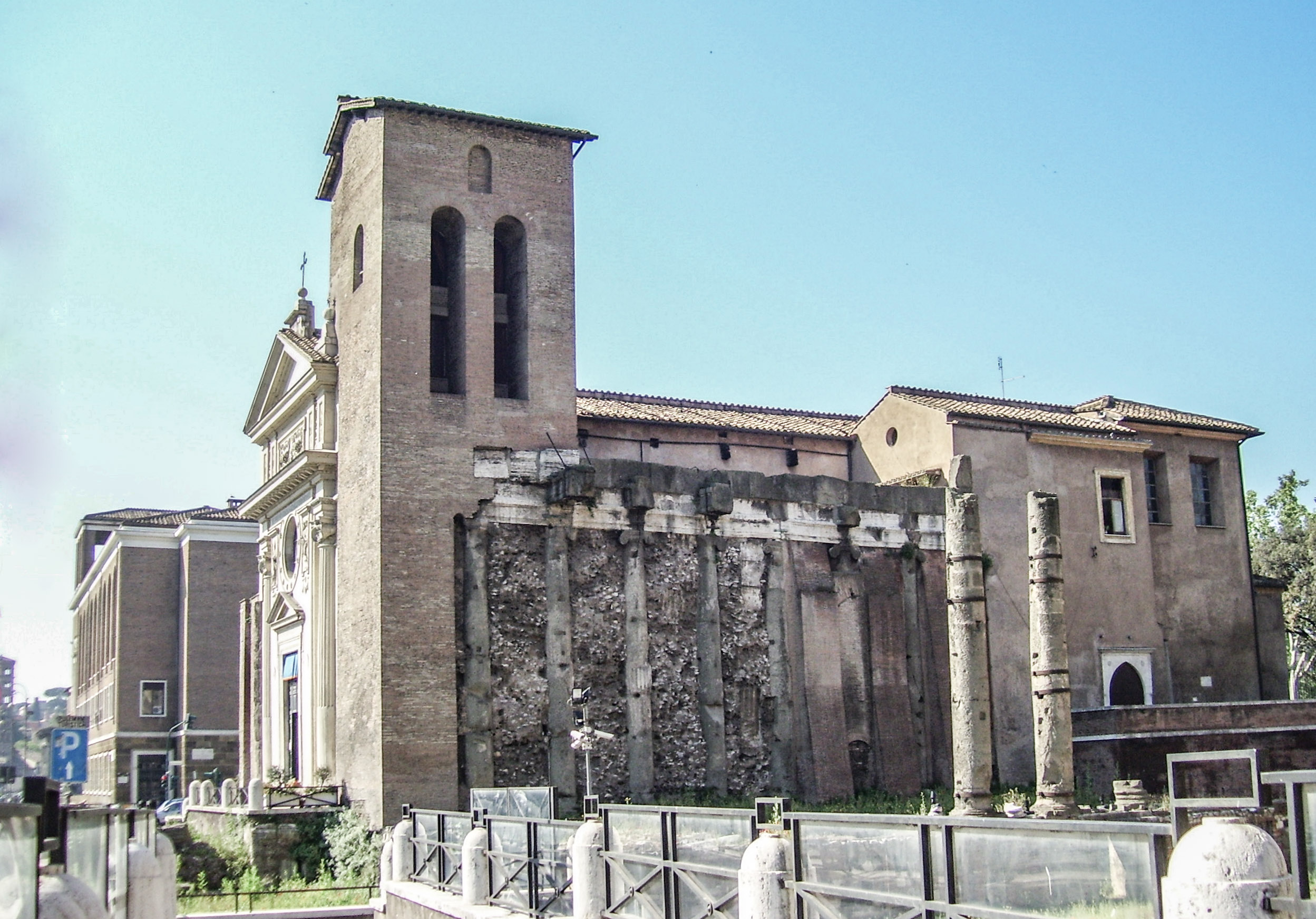